# Хаєу
Хаєу (рум. Haieu) — село у повіті Біхор в Румунії. Входить до складу комуни Синмартін.
Село розташоване на відстані 426 км на північний захід від Бухареста, 10 км на південний схід від Ораді, 124 км на захід від Клуж-Напоки, 149 км на північний схід від Тімішоари.

## Населення
За даними перепису населення 2002 року у селі проживали 898 осіб.
Національний склад населення села:
| Національність | Кількість осіб | Відсоток |
| -------------- | -------------- | -------- |
| румуни         | 716            | 79,7%    |
| цигани         | 146            | 16,3%    |
| угорці         | 34             | 3,8%     |

Рідною мовою назвали:
| Мова      | Кількість осіб | Відсоток |
| --------- | -------------- | -------- |
| румунська | 724            | 80,6%    |
| циганська | 136            | 15,1%    |
| угорська  | 37             | 4,1%     |